# Michel Guyot
Michel Guyot (* 22. März 1947 in Bourges) ist ein französischer Schlossherr und Initiator des experimentellen Archäologieprojekts Guédelon und des aus finanziellen Gründen eingestellten Archäologieprojekts Ozark Medieval Fortress.

## Leben
Der Sohn eines Kleinunternehmers begeisterte sich von Jugend an für Geschichte und Denkmalschutz und für Pferde. Der beim Militär ausgebildete Turnierreiter eröffnete 1972 einen Reitstall im Schloss Valençay im Département Indre.
1975 erwarb Guyot zusammen mit seinem vier Jahre jüngeren Bruder Jacques das Château de La Roche in der Sologne und 1979 für einen Minimalbetrag das baufällige Schloss Saint-Fargeau im Département Yonne. Nachdem er mit einem „hochkulturellen“ Festival gescheitert war, gelang es Guyot, die Restaurierung dieses Bauwerks durch große historische Spektakel unter Mitwirkung der örtlichen Bevölkerung zu finanzieren. Am Schlossgelände befindet sich auch eine Sammlung alter Dampflokomotiven.
Mitte der 1990er-Jahre entwarf er das  Projekt Guédelon: 40 Kilometer südwestlich von Auxerre errichten seit 1997 etwa 60 Mitarbeiter und jährlich 200 bis 300 ehrenamtliche Helfer eine kleine Festung im Stil des 13. Jahrhunderts – ausschließlich mit mittelalterlichen Techniken. Geplante Bauzeit: 25 Jahre. Auch dieses Projekt trägt sich mittlerweile selbst.